# 40227 Таїті
40227 Таїті (40227 Tahiti) — астероїд головного поясу, відкритий 20 вересня 1998 року.
Тіссеранів параметр щодо Юпітера — 2,979.
Названо на честь Таїті (фр. Tahiti) - острова у Тихому океані, входить до складу Французької Полінезії.